# 南康区
南康区（なんこう-く）は中華人民共和国江西省贛州市に位置する市轄区。

## 行政区画
- 街道:蓉江街道、東山街道
- 鎮:唐江鎮、鳳崗鎮、竜嶺鎮、竜回鎮、鏡壩鎮、横市鎮、竜華鎮
- 郷:浮石郷、横寨郷、朱坊郷、太窩郷、三江郷、十八塘郷、麻双郷、大坪郷、坪市郷、隆木郷
- 民族郷:赤土シェ族郷

## 交通

### 航空
- 贛州黄金空港（中国語版）

### 鉄道
- 中国国家鉄路集団
  - 昌贛旅客専用線（中国語版）、贛深旅客専用線（中国語版）
    - 贛州西駅

  - 京九線
  - 贛韶線

### 道路
- 高速道路
  - 大広高速道路
  - 厦蓉高速道路
  - 南韶高速道路
  - 贛州環状高速道路
- 国道
  - G105国道
  - G323国道